# Wildstyle
Wildstyle (vild stil) er en kompliceret og indviklet form for graffiti. På grund af sin kompleksitet, er den ofte meget svær at læse af folk, som ikke er fortrolig med den. Normalt indeholder denne form for graffiti sammenvævede og overlappende bogstaver og former. Det kan omfatte pile, pigge og andre dekorative elementer afhængigt af den anvendte teknik. De mange lag og former gør denne typografi særdeles vanskelig at producere ensartet, hvilket er grunden til, at udvikle en original stil på dette område ses som en af de største kunstneriske udfordringer for en graffitikunstner. Wildstyle-"pieces" er også kendt som "burners", der betyder "varm" som ild. Wildstyle ses som en af de mest komplicerede og vanskelige tags og bruges ofte til at få en kunstners arbejde set (i stedet for et politisk budskab eller nogen anden form for budskab). Wildstyle kan forstås som en visualisering af hiphop-kulturens musik og dans, og pointen med teknikken er at bogstaverne skal "danse", være individuelle og "have fået en krop".
Hvem eller hvilke der opfandt wildstyle vides ikke. Wildstyle kan enten have en enkelt ukendt ophavsmand, eller være et kollektivt værk. Tidspunktet er dog kendt, den forekom ikke i New York før 1977.